# Chalva Papouachvili
Chalva Papouachvili (en géorgien : შალვა პაპუაშვილი), né le 26 janvier 1976, est un homme politique géorgien.
Il est président du Parlement géorgien depuis le 29 décembre 2021, dont il est membre depuis 2020.

## Biographie
- GIZ, chef de l'équipe de Géorgie (2017-2020)
- GIZ, responsable de programme adjoint (2015–2017)
- Ilia State University, faculté de droit, professeure associée (2015 – )
- Université du Caucase, faculté de droit, professeur associé (2012-2015)
- GIZ, chef de groupe (2007–2015)
- Conseil civil de défense et de sécurité, expert en droits de l'homme (2005-2006)
- GIZ, expert juridique principal (2003–2007)
- Université de la Sarre, doctorant (Dr iur.) (2000–2002)
- Cabinet d'avocats "Heimes&Muller", assistant de l'avocat (2000–2001)
- Université de la Sarre, étudiant en master (LL. M.) (1998–1999)
- Assistant du député au Parlement de Géorgie (1996–1998)